# Чернуха (Володарский район)
Чернуха — посёлок в Володарском районе Нижегородской области. Входит в состав сельсовета Красная Горка. Население 30 (2010) человек

## Общая физико-географическая характеристика
Географическое положение
По автомобильным дорогам расстояние до областного центра города Нижнего Новгорода составляет 74 км, до районного центра города Володарска — 12 км. Абсолютная высота 80 метров над уровнем моря.
Часовой пояс
Чернуха, как и вся Нижегородская область, находится в часовой зоне МСК (московское время). Смещение применяемого времени относительно UTC составляет +3:00.

## Население
| 1999 | 2010 |
| ---- | ---- |
| 40   | ↘30  |